# Pogromul de la Dorohoi
Pogromul de la Dorohoi a avut loc la 1 iulie 1940. Oficial s-a stabilit că numărul celor uciși a fost de 53 (și încă zeci de răniți). Evreii localnici și mai mulți autori (istoricii Carol Iancu, Jean Ancel, Lya Benjamin etc.) susțin însă că numărul celor uciși a fost însă de 165 până la 200. Potrivit istoricului Dinu C. Giurescu , în 1 iulie 1940, militari aparținând Regimentului 3 grăniceri Pază, abia întorși din Basarabia, "...unde au avut dificultăți foarte mari cu evreii de la nord de Prut... s-au răzbunat", la Dorohoi. Numărul victimelor a fost de 40 de evrei morți și 15 răniți, printre aceștia fiind și militari evrei aparținând armatei române. Ordinea a fost repusă în drept de alte trupe ale armatei române după ce generalul Constantin Sănătescu a descoperit, din întâmplare, atacul desfășurat împotriva soldaților români de origine evreiască și  împotriva evreilor locali. Aceste fapte au fost comise înainte ca România să intre în Al Doilea Război Mondial, înainte de a deveni aliat al Germaniei și înainte de intrarea armatei germane în țară.
Deși guvernul român a luat măsuri împotriva evreilor, inclusiv legile antisemite și a confiscării proprietății evreiești, aceste acțiuni militare împotriva evreilor nu au fost aprobate de guvern; când conspirația împotriva evreilor a fost descoperită de comanda militară, au fost trimise trupe pentru a pune capăt abuzului. Cu toate acestea, făptașii nu au fost pedepsiți.

## Cauze
Pactul Molotov-Ribbentrop (august 1939) a dat Uniunii Sovietice lumină verde pentru a ocupa Basarabia în iunie 1940 (vezi Ocupația sovietică a Basarabiei și Bucovinei de Nord).
Pogromul din Dorohoi din vara anului 1940 se înscrie în seria celor mai grave acțiuni antievreiești ale armatei române. A fost pregătit și executat de ofițeri și soldați din Regimentul 3 Grăniceri și Regimentul 8 Artilerie în condițiile retragerii fără luptă din teritoriile pierdute în 1940 în favoarea URSS. Printre lucrările de istoriografie care tratează problema se evidențiază studiile făcute de istoricii de origine evreiască Jean Ancel, Marius Mircu, Lia Benyamin, Alexandru Safran, Iaacov Geller. Sunt tratate pe larg cauzele evenimentelor din 1940 soldate cu victime în sânul minorității evreiești din România. Tematica este tratată pe larg și în cele cinci volume ale lui Shlomo David, “Generații de iudaism și sionism. Dorohoi-Săveni-Mihăileni-Darabani-Herța-Rădăuți-Prut, cu deosebită luare aminte asupra raporturilor dintre populația românească și evreiască. Istoriografia românească nu înregistrează însă realizări sub aspectul abordării raporturilor dintre români și evrei. Posibil că reticența se datorează nu numai dificultăților de acces la fondurile de arhivă, cât și dificultății unor cercetători de a accepta un trecut incomod și dureros.
Pentru a înțelege mai bine cum s-a ajuns la asemenea acte, cum a fost pogromul de la Dorohoi, este necesar, pe de o parte, a cunoaște consecințele pe care le-au avut asupra climatului din societatea românească ultimatumul sovietic și cedarea în vara lui 1940 a teritoriilor Bucovina de Nord, Herța și Basarabia. Pe de altă parte, este necesară stabilirea câtorva elemente importante: ce motivații au fost invocate pentru făptuirea actelor criminale și cui a aparținut inițiativa pogromului, în caz că a fost o acțiune premeditată? Și care a fost atitudinea populației din oraș față de tragedia concetățenilor evrei?
Contextul internațional este marcat de pretențiile Uniunii Sovietice de a aplica Pactul Ribbentrop-Molotov; acest fapt a agravat situația geopolitică a României . 
.
Preambulul ultimatumului sovietic este declarația lui Viaceslav M. Molotov din 29 martie 1940, care a ridicat problema Basarabiei, subliniind că absența unui tratat de neagresiune între cele două țări: ...se explică prin existența unei chestiuni litigioase nerezolvate, aceea a Basarabiei, a cărei anexare de către România nu a fost niciodată recunoscută de Uniunea Sovietică, cu toate că aceasta n-a pus niciodată chestiunea înapoierii Basarabiei pe cale militară. 
De subliniat un aspect mai puțin scos în evidență de autorii români: după ce la 26 iunie 1940, Molotov i-a remis o notă lui Gheorghe Davidescu, șeful misiunii diplomatice românești la Moscova, notă care cerea „înapoierea cu orice preț” a Basarabiei și a părții de nord a Bucovinei, situația s-a agravat deoarece Gheorghe Davidescu a refuzat să ia harta atașată de sovietici la nota ultimativă. Harta includea Herța în revendicările sovietice, deși nu figura în textul notei ultimative. Întrucât guvernul român nu avea cunoștință de hartă, amplasarea exactă a noii frontiere sovietice a rămas necunoscută, fapt ce avu consecințe dramatice pentru autoritățile românești și trupele române staționate în ținutul Herța.
Ziua de 27 iunie 1940 a fost foarte tensionată pentru factorii de decizie de la București, fiindcă a devenit evident că România era izolată politic și militar. În urma celor două Consilii de Coroană din 27 iunie s-a luat decizia acceptarea cererilor formulate de sovietici.
Guvernul român a trimis Moscovei a doua zi răspunsul său oficial: Guvernul român, pentru a evita gravele urmări pe care le-ar avea recurgerea la forță și deschiderea ostilităților în această parte a Europei, se vede silit să primească condițiile de evacuare specificate în răspunsul sovietic. Scriind despre decizia de capitulare, diplomatul român Alexandru Cretzianu nota: Este de ajuns să spun că regele, primul-ministru și șefii militari păreau să-și fi pierdut dintr-o dată cele mai scumpe iluzii și, totodată, luciditatea rațiunii. Pur și simplu nu puteau găsi forța necesară pentru a înfrunta calamitatea. 
Anexarea Basarabiei, a nordului Bucovinei și a ținutului Herței a avut însemnate consecințe asupra situației interne și internaționale a României. Mai mult, creșterea tensiunii la granița de răsărit a determinat ca diverse comandamente să solicite precizarea conduitei în caz de agresiune din partea sovieticilor și adoptarea măsurilor de evacuare a unor bunuri și a unor categorii de personal din Basarabia. Marele Stat Major a elaborat o serie de planuri de evacuare a teritoriului dintre Prut și Nistru – planul „Tudor”, planul „Mircea” –, dar acestea urmau să fie aplicate numai în cazul în care s-ar da ordin special pentru aceasta. Operația de evacuare cădea în sarcina pretorilor, prefecților, organelor de poliție și jandarmerie. Populația civilă putea fi evacuată la ordin, dar populația minoritară nesimpatizantă (evreii) rămânea pe loc. Faptul că li se refuza orice fel de opțiune a stârnit îngrijorare și neliniste în rândul evreilor.
La 28 iunie 1940, Marele Stat Major a emis ordinul numărul 6006 către grupul de Armată 1 și comandamentele din subordinea acesteia, în care anunță trupele de cedarea Basarabiei și a nordului Bucovinei, orașele: Chișinău, Cernăuți, Cetatea Albă urmând să fie evacuate în cursul zilei. Comandanților li se cerea să prevină trupele românești să nu deschidă focul asupra sovieticilor, să nu reacționeze la provocările sovieticilor și să nu distrugă proprietățile. Comandanților li se mai cerea să intre în contact cu trupele sovietice și să pregătească unitățile pentru a se deplasa spre vest către Prut în două sau trei ore.
Sovieticii au aplicat tactici deosebit de agresive, care au pus trupele românești din Basarabia în situații periculoase. La acestea s-au adăugat dificultățile evacuării, care s-a desfășurat în absența unor măsuri de pregătire. La surpriza deciziei de retragere fără luptă s-au adăugat perioada de evacuare foarte scurtă, nerespectarea de către sovietici a termenului prevăzut în nota ultimativă și abuzurile militarilor sovietici. În acest context, umilințele îndurate de armata română, au provocat un puternic resentiment la adresa regimului lui Carol al II – lea; armata era demoralizată, populația derutată și neliniștită.
Regimul carlist, pentru a atenua starea de spirit dominată de umilință, dezamăgiri, nemulțumiri profunde și pentru a oculta adevăratele cauze ale dezastrului național, a pus în acțiune o diversiune xenofobă, rasială, stimulată și de faptul că strângerea relațiilor cu Germania era condiționată și de înfăptuirea unei politici antisemite. Se explică de ce între anii 1939-1940, propaganda xenofobă a fost intensificată, în perspectiva și în decursul evenimentelor ce erau de prevăzut după încheierea pactului Ribbentrop-Molotov. Fără îndoială, accentuarea prejudecăților antisemite au stimulat persecuțiile față de evrei. De altfel, în timpul regimului carlist, antisemitismul devenise politică de stat. „Invazia evreilor” și acapararea de către evrei a pozițiilor cheie din societatea românească interbelică, erau clișee antisemite, obsesii permanente ale cercurilor antisemite din România.
Confruntați cu o criză deosebit de gravă, care punea sub semnul întrebării șansele de supraviețuire a regimului, autoritățile au făcut din evrei un „paratrăsnet politic”, canalizând valul nemulțumirilor populare către această minoritate. Semnificativă în acest sens, apare atitudinea presei, care s-a dezlănțuit mai mult contra evreilor decât contra Uniunii Sovietice . În condițiile în care presa era cenzurată, nu este plauzibil că guvernul nu a avut nici un rol în această denaturaree.
O formă tipică de transformare a evreilor în „țapi ispășitori” a fost de a-i informa pe liderii lor că autoritățile române ar putea lansa acte de represiune contra evreilor. Alexandru Șafran, rabinul șef, Wilhelm Filderman, președintele UER, au fost convocați la 26 iunie 1940 de ministrul de interne Mihai Ghelmegeanu și li s-a cerut să prevină populația evreiască din Basarabia și nordul Bucovinei să nu facă provocări contra militarilor și autorităților civile.
Retragerea armatei române din Basarabia și Bucovina de Nord a fost însoțită de un val de violențe îndreptate împotriva evreilor, însă ordinele de agresare fizică sau de omorâre a evreilor nu au fost date de Marele Stat Major sau de alte comandamente superioare. În multe cazuri, inițiativa a pornit de la unitățile, subunitățile și chiar grupuri de militari care se retrăgeau în dezordine. Atitudinea ostașilor români poate fi interpretată ca o expresie a nemulțumirilor față de umilințele îndurate în timpul retragerii, dar în egală măsură putea fi efectul psihozei antisemite, a sindromului „țapului ispășitor”, inoculate cu stăruință în timpul regimului carlist.
Biroul 2 al armatei a dus o activitate de informații intensă în perioada 28 iunie-3 iulie 1940 în spațiul nord-estic al țării, fiind interesat nu numai de soarta unităților și a populației refugiate, ci și de perspectiva unei operații sovietice la vest de Prut. A fost surprinsă de asemeni atitudinea generală din zonă, psihologia armatei și a locuitorilor. Într-o notă informativă din 17 iulie 1940 se arăta că „un puternic curent antisemit și-a făcut loc în sânul armatei”  și că „numai printr-o puternică disciplină morală și militară nu-și i-a avânt spre a rezolva – prin sânge – insultele și defăimările aduse armatei și familiilor lor de către cei de care până mai ieri erau exploatați și care azi se prezintă oprimați ocupanților ruși”. Din  telegrama GRANIȚA-140, nr. 13 919/2. VII. 1940, aflăm că „În general armata și populația evacuată din Basarabia își manifestă revolta contra evreilor. Nu sunt excluse manifestări antisemite mai grave din partea armatei” .  
În privința motivației violențelor îndreptate împotriva evreilor, autoritățile militare au exagerat considerându-i pe evrei în mod colectiv și prezentându-i drept principalii vinovați de pierderile teritoriale și de haosul retragerii și înjosirea armatei române. Cert este că în cursul retragerii trupelor române, mai ales din Basarabia, locuitori de diferite naționalități, printre care și evrei, au comis acte reproșabile contra militarilor români. De altfel, istoricii Jean Ancel, Lya Benjamin, Marius Mircu, Mihai Pelin nu exclud participarea evreilor la asemenea acte, însă generalizarea vinovăției evreilor a fost o nedreptate.

## Desfășurare
Pogromul de la Dorohoi din 1 iulie 1940 a fost pregătit și executat de ofițeri și soldați din două regimente ale armatei române: Regimentul 3 Grăniceri și Regimentul 8 Artilerie. Motivele ofițerilor care au organizat omorurile au fost foarte clare: „regimentul s-a răzbunat pentru dificultățile foarte mari pe care le-a avut cu evreii de la nord de Prut, în Basarabia” .
La 28-29 iunie 1940, a trecut prin Dorohoi un convoi de unități militare care se retrăseseră din Hotin și din nordul Basarabiei. Concomitent au început să treacă prin oraș convoaie de refugiați români înfricoșați, care au început să răspândescă zvonuri că evreii atacă soldați români în retragere.
Ziua de 30 iunie a fost folosită pentru pregătirea pogromului. Soldați din cele două regimente au anunțat locuitorii români din oraș despre „răzbunarea” împotriva evreilor. În ferestrele multor case locuite de români au fost puse icoane și pe pereții caselor au fost desenate cruci; în alte locuri era scris cu litere mari „aici locuiesc români” și au fost arborate steaguri românești . Printre români s-a răspândit zvonul că armata va da o lecție evreilor localnici pentru comportarea evreilor din Basarabia și că de fapt ei au primit permisiunea să acționeze timp de 24 de ore împotriva evreilor.
Atacurile împotriva evreilor din Dorohoi au început la 1 iulie 1940, în timpul funeraliilor din cimitirul evreiesc pentru ostașul român de confesiune mozaică Iancu Solomon. De precizat că confruntările româno-sovietice cauzate de neînțelegerile asupra amplasării exacte a noii frontiere, sovieticii au împușcat doi ofițeri, pe căpitanul Ioan Boroș și sublocotenentul Alexandru Dragomir, și pe soldatul evreu Iancu Solomon, toți trei din Regimentul 16 Artilerie. După incident s-a luat decizia înmormântării lor în cimitirele din Dorohoi. 
Comunitatea evreiască din Dorohoi l-au depus pe soldatul evreu Iancu Solomon la casa mortuară din cimitirul evreiesc din cartierul Tăutu. Comitetul comunității – sub președinția generalului medic, dr. Isac Axler – a desemnat pentru organizarea funeraliilor pe Ștrulică Șulimovici, secretarul comunității. S-a format un pluton de gardă de onoare cu drapele și gorniști – din zece soldați evrei de la Regimentul 29 Infanterie care staționa în localitate – sub comanda sergentului Tr. Emil Bercovici, fiul librarului Luis Bercovici din Dorohoi. La ceremonie au participat: dr. Isac Axler, rabinul șef David Schochter, rabinul Aron Faibis, Ștrulică Șulimovici, toți oamenii Societății de înmormântare a comunității (Hevra Kadișa), cei zece soldați din garda de onoare și zeci de evrei din Dorohoi. Rabinul șef a oficiat slujba religioasă, plutonul de onoare a tras salve. Împușcăturile au început să fie din ce în ce mai puternice, evreii de la fața locului au intrat în panică fugind să se adăpostească, sicriul soldatului evreu fiind coborât cu repeziciune. Soldații evrei s-au îndreptat spre poarta cimitirului. La ieșire erau asteptați de soldați din Regimentul 3 Grăniceri. ”Din casa mortuară s-a putut vedea că soldații evrei sunt întâmpinați de un ofițer superior și cum sunt dezarmați și înșirați în fața gardului cimitirului”. Li s-a ordonat să-și dezbrace uniformele și să se alinieze la zidul din spatele cimitirului, acolo fiind împușcați. Șapte au fost uciși pe loc, ceilalți fiind răniți. După moarte, s-a pus în mâinile sergentului-major evreu o mitralieră, „mărturie” că a tras în soldații români. În atmosfera de groază care s-a instalat, o parte din cei prezenți au încercat să fugă printre morminte, iar câteva femei cu copii și câțiva bătrâni au încercat să se ascundă în casa mortuară. Un grup de soldați români din regimentul menționat a înconjurat casa mortuară, i-a obligat pe evrei să iasă de acolo, i-a scos din cimitir și le-a ordonat să intre în sanțul de lângă gardul cimitirului unde i-au asasinat.  
În oraș, panica în rândul evreilor s-a amplificat în momentul în care soldații au pătruns pe cele trei străzi principale, unde se aflau cele mai multe locuințe și prăvălii evreiști. Soldații români au devastat locuințele și prăvăliile evreilor, au bătut fără milă pe oricine le ieșea în cale, dar cele mai condamnabile fapte au fost omorurile săvârșite cu bestialitate împotriva unor oameni lipsiți de apărare. Astfel, Adam Calmanovici a fost împușcat după ce i s-au tăiat organele genitale. Doi bătrâni, Eli și Feiga Rizel, au fost omorâți după ce li s-au tăiat urechile. Rifcăi Croitoru i-au fost tăiați sânii. Herșcu Croitoru a fost omorât după ce i-au smuls barba și i s-a dat foc. Bercu Aclipei „a fost scos din beci și silit să arate unde sunt banii. După ce a predat totul, l-au împușcat în curte”. Hana Petraru a fost împușcată de un vecin: „își aștepta logodnicul, concentrat, care trebuia să vină cu armata în retragere. Auzind că vin soldații, a scos, fericită, capul pe fereastră, să vadă dacă vine el”.
Mărturiile celor care au supraviețuit ororilor săvârșite de soldații români dau adevărata dimensiune a tragediei prin care au trecut evreii din Dorohoi în iulie 1940. Din mărturii se mai  cunosc numele câtorva victime: Herșcu Ionas, 80 de ani, comerciant la podul Botoșanilor; Bercu Aclipei, comerciant; Malca, fiica frizerului I. Petraru; Manole Wittner, comerciant; Moscovici, funcționar, fiul unui tinichigiu; Isac Rabinovici, comerciant; soții Zellingher (Zellinger), negustori din strada Tăutu.
Un aspect important îl constituie atitudinea populației neevreiești și a reprezentanților autorității locale din Dorohoi. Din mărturiilor cuprinse în cinci volume redactate de Shlomo David reiese că majoritatea locuitorilor erau înspăimântați de ceea ce se întâmpla. Câțiva tineri, cunoscuți în oraș pentru atitudinea lor antisemită, i-au însoțit pe soldați și le-au arătat unde erau casele evreilor mai înstăriți. Dintre localnicii tineri: Emil Pomârleanu, Mateescu, I. Gorincu, avocatul Marcel Adam. În general, românii au stat ascunși în casele lor, speriați că puteau fi omorâți și ei, mai ales că se răspândise zvonul că sovieticii ajunși în Pomârla ar fi putut intra în orice moment în Dorohoi.
Despre oamenii importanți din administrația locală se poate spune că au încurajat, prin indiferența lor, jafurile, crimele împotriva evreilor. Polițiștii Constantin Mercur și Gheorghe Pamfil, inginerul Pascu au fost cei care alimentau furia soldaților prin expresii antisemite.
Există de asemeni multe mărturii și evocări ale evreilor care demonstrează că au fost mulți români care i-au ajutat: i-au ascuns în propriile lor case sau i-au rugat pe soldați să nu-i omoare. Astfel, plutonierul Cehan i-a ascuns în casa lui pe toți membrii familiei Salzberg. Julieta Comănescu și-a salvat pe vecinul, Lupu Iager (Jager). Colonelul Alexandru Marino și căpitanul Stino, căpitanul Popaza (l-a salvat pe soldatul evreu Adolf Abramovici, din Regimentul 29) au rămas în memoria evreilor din Dorohoi ca oameni de omenie, care au înfruntat chiar situații periculoase, dar au salvat viețile multor evrei. Un alt caz de omenie este cazul secretarului comunității, S. Șulimovici care, deși rănit la braț, a reușit să fugă de urmăritorii săi (soldați din Regimentul 3 grăniceri) și să intre sub protecția unei patrule trimise de comenduire „sub conducerea căpitanului Hergheligiu, care făcea ordine”, apoi a unui plutonier de jandarmi: „soldatul (din Regimentul 3 grăniceri) având intenția să se opună, plutonierul a scos revolverul și l-a amenințat că-l execută pentru dezordinea făcută în oraș”. 
Un caz de colaborare între militari români și evrei este intervenția locotenentului Isăceanu (Regimentul 29 infanterie), care a format un detașament mixt cu care a încercat să oprească devastările și crimele, locotenentul lăsându-l pe caporalul T.R. Izu Abramovici să-și păzească propria casă și soția. Se distinge și atitudinea locotenent-colonelului Alexandru Marino, comandant adjunct al Regimentului 29 infanterie, care ”i-a lovit (pe soldații vinovați) cu arma în cap și-a trimis pe evrei acasă””.

## Reacția oficială a armatei
Care a fost reacția armatei asupra incidentului de la Dorohoi? Documentul care semnalează incidentul de la Dorohoi este prezentat in extenso:
„TELEGRAMA Nr. 11310
GORUN
Către
MARELE STAT MAJOR, Secția II
În dimineața de 2 iulie, Reg. 3 grăniceri pază, venind din Basarabia, unde a avut dificultăți foarte mari cu evreii de la nord de Prut, trecând prin Dorohoi, s-au răzbunat. Au împușcat mortal 40 și au rănit 15. S-au devastat câteva prăvălii. Liniștea a fost restabilită imediat cu ofițerii și trupa.
Regimentul 3 pază nu are nici o pierdere. Comunicarea o face colonelul Haluga, șeful de stat major al lui Ghiocel.
D.O. Șeful de stat major
Generalul Tătăranu”. 
Referitor la incidentul de la Dorohoi, Jurnalul de operații al Regimentului 29 infanterie precizează: 
„În ziua de 24 iunie 1940, la ora 0.30, s-a primit ordinul nr. 8 al Grupării tactice Dumbrava Roșie, ca să deplaseze o companie de pușcași pe direcția șoseaua Maghera-Dorohoi cu misiunea de a întâlni o companie de grăniceri sub comanda căpitan Teohari, plecată în direcția Maghera, și a căuta prin tact să oprească și să o tempereze, aducând-o la Maghera, întrucât, din informațiuni, ostașii din această companie s-ar fi dedat în Dorohoi la acte de violență contra evreilor. La ora 1.15 compania 10 sub comanda lt. Petroșanu a plecat pe direcția ordonată de unde și-a îndeplinit în bune condiții misiunea primită, aducând la ora 4 dimineața Comp. grăniceri, care și-a continuat drumul spre Ițcani pe itinerarul Maghera-Zvoriștea-Ițcani.
În cursul zilei s-a făcut reorganizarea unităților, nr. pierderilor, oameni, armament. Unitățile au executat curățirea armamentului, echipamentului etc. Tot în această zi a sosit Compania a 7-a” . 
Telegrama GORUN, nr. 162/ 4.7.1940, ora 21.50, conține amănunte în baza cărora se poate reconstitui imaginea unei asocieri între jandarmi locali și militari ai trupelor în retragere: 
„Organele Jandarmeriei și Curtea Marțială a Diviziei a 6-a au constatat că devastările diferitelor prăvălii și locuințe, la Dorohoi, în ziua de 1 iulie a.c. s-a făcut de către soldații Legiunei de jandarmi Hotin și Regimentul 3 grăniceri pe tot axul șoselei ce trece prin Dorohoi. Focurile au fost trase de soldați. Sunt 43 de morți dintre care 7 militari. Majoritatea morților au fost în regiunea cimitirului evreiesc, adică la eșirea sud-est Dorohoi. Victimele sunt evrei. Panica a fost provocată de zvonul lansat poate intenționat că la gară se găsesc tancuri rusești care trag. După circa o oră panica a încetat, populația reluându-și calmul. Din cauza focurile trase, unitățile ce eșiseră din Dorohoi spre Botoșani au început să fugă, lansând și ele zvonul că vin rușii. Au fost liniștiți de un ofițer trimis de comandament cu auto în urma lor”.
Pogromul a fost oprit abia la ordinul lui Constantin Sănătescu, comandantul Corpului 8 Armată, al cărui cartier general se afla la Dorohoi. El a afirmat că nu exista niciun ordin oficial de a se trage în evrei și a luat măsuri pentru încetarea jafurilor și omorurilor. Generalul l-a mustrat pe generalul Theodor Șerb, comandantul Corpului Grănicerilor: ”Mă surprind aceste acte de banditism din partea unei trupe pe care o socoteam a fi o trupă de elită”. Sănătescu a cerut anchetarea celor întâmplate și pedepsirea vinovaților. Corpul 8 Armată și Corpul Grănicerilor au efectuat anchete, stabilind că o mare răspundere revenea căpitanilor Gheorghe Teoharie și Constantin Serghie. Niciunul dintre cei învinuiți nu a fost deferit Curții Marțiale. În schimb, armata a dat pedepse administrative (mutări și scurte perioade de arest) ofițerilor și soldaților împlicați.

## Efecte
Autoritățile civile și militare au întreprins anchete separate. Procurorul civil Filaret Săhleanu a trimis la 4 iulie un raport procurorului general al județului Suceava. S-a confirmat că la 1 iulie 1940 au fost ucisi 52 de evrei în cimitirul evreiesc din localitate, dar nu cunoaște numărul evreilor uciși în oraș. Inițiatorii și executorii pogromului au fost soldați români din Regimentul 3 Grăniceri și Regimentul 8 Artilerie.
Procurorul militar de pe lângă Curtea Marțială a Comandamentului Garoafa, căpitanul Mihail Duca, colonelul medic C. Enăchescu, medic în Dorohoi, sublocotenentul Dulamă, grefierul Curții Marțiale și inginerul Ion Pascu, ajutor de primar în Dorohoi au consemnat, într-un proces verbal din 3 iulie 1940, că identificaseră 50 de cadavre, dintre care: 11 femei, 5 copii, 34 bărbați. A fost întocmit o listă cu numele celor 50 de victime, cu precizarea vârstei și a adresei:
- 1. Bercu Aclipei	       Str. Reg. Ferdinand	    35 de ani
- 2. Leiba Blonder	       Str. Traian	              60 de ani
- 3. Idel Bercovici          Str. I. C. Bercovici	    50 de ani
- 4. Froche	                 Str. Azil Evreesc	         60 de ani
- 5. Leiba Zellingher (Zellinger) Str. Tăutu	         58 de ani
- 6. Senlo Rotaru	       Str. Miron Costin	         1-2 ani
- 7. Avram Calmanovici	  Str. Ștefan cel Mare	    50 de ani
- 8. **Necunoscut civil		                        35 de ani
- 9. **Soldat necunoscut		                        26 de ani
- 10. **Soldat necunoscut		                        27 de ani
- 11. Ițcu Abramovici	        Spital                    59 de ani
- 12. **Soldat necunoscut		                        24 de ani
- 13. **Soldat necunoscut		                        25 de ani
- 14. Fanea Zindel	        Str. V. Câmpului	        41 de ani
- 15. **Femeia lui Eli Rizel		                  60 de ani
- 16. **Eli Rizel		                            75 de ani
- 17. Șloim Ceaușu	        Str. Azil Evreesc	   30 de ani
- 18. Lela Zina	             Str. Muzelor	        55 de ani
- 19. **Necunoscut		                            45 de ani
- 20. Calman Idelovici	   Iași	                  24 de ani
- 21. Șmil Groparu	        Str. Dorobanților	   54 de ani
- 22. Calman Croitoru	        Str. Regina Maria 27	   36 de ani
- 23. Meier Moscovici	        Str. Regina Maria 27	   41 de ani
- 24. Emil Bercovici	        Str. Gr. Ghica	        25 de ani
- 25. Rifca Croitoriu	        Str. C. Stroici	        60 de ani
- 26. Aron Elie Iosub		                            43 de ani
- 27. Marcu Volf Croitoriu		                       59 de ani
- 28. Mina Davidovici		                            40 de ani
- 29. Steina Leibovici	   Str. Regina Maria	   50 de ani
- 30. Borenstein	             Str. C. Vasiliu	        25 de ani
- 31. **Hună Ghelber (Gelber) Iași	                  26 de ani
- 32. **Herșcu Ionas		                            94 de ani
- 33. **Aizic I. Aizic		                       43 de ani
- 34. Roza Cauffman (Kaufmann)Str. Mare (Săveni)	    35 de ani
- 35. *Necunoscut		                             36 de ani
- 36. Iosub Cherbia (Gerber)  Str. Tăutu	              80 de ani
- 37. ***Iosub Gherber	 (Gerber)      Str. Azil Evreesc         66 de ani
- 38. **Ghizela Cohn	        Str. Reg. Maria	         45 de ani
- 39. Moișe Croci	        Str. Darabani	         43 de ani
- 40. Freda Rudich	        Str. Reg. Maria          7 ani
- 41. Tony Rudich	        Str. Reg. Maria	         6 ani
- 42. Moișe Rudich	        Str. Reg. Maria	         2 ani
- 43. Iacob Rudich	        Str. Reg. Maria	         48 de ani
- 44. Malca Ceaușu	        Str. Reg. Maria	         35 de ani
- 45. Marcu Guzan	        Str. Tăutu	              18 ani
- 46. Elias Aronovici	        Spital 	              30 de ani
- 47. Herșcu Mendelovici      Str. Miron Costin	    75 de ani
- 48. Hana (Hannah) Petraru   Str. Reg. Ferd.	         21 de ani
- 49. Ițic Leib Sin	     Str. Vântului	         50 de ani
- 50. Simon Cohn, fiul Ițic   Str. Reg. Maria	         2 ani

(**Vârsta cu aproximație)
(***În  registrul Comunității, la Iosub Gerber, trecut la Nr. 37 vârsta este trecută 16 în loc de 66 ani. – Într-adevăr e vorba de un tânăr de 16 ani ).    	
După ce s-a stabilit că „moartea a fost provocată prin plăgi produse de arma de foc” , primăria a aprobat înhumareas chiar cu ajutorul unui pluton de soldați de la unitatea din localitate, întrucât victimele erau într-o stare avansată de putrefacție. 
De altfel, în procesul verbal cu numărul 67 al sedinței reprezentanței comunității evreiești din 28 iulie 1940, se ia act că s-au scos de la Oficiul Stării Civile 50 de autorizații de înmormântare, pentru care a fost achitată suma de 600 de lei. 
Jean Ancel enumeră patru mijloace prin care armata română a reușit să obțină participarea unei părți din populația românească civilă la pogromuri:
-  răspândirea acuzației că evreii au tras în armată, ca pretext al declanșării pogromurilor;
-  avertizarea din timp a locuitorilor români cu privire la cele ce urmează să se întâmple și luarea de măsuri; însemnarea caselor pentru a le putea deosebi de cele ale evreilor;
-  sprijinul și colaborarea celorlalte forțe de siguranță și a unor cetățeni români;
-  omoruri, violuri, jafuri și pradă ca premiu pentru participanții la pogrom.
Unii analiști consideră că la Dorohoi „s-au perfecționat” unele dintre metodele aplicate în pogromul de la Iași, din vara anului următor, 1941.
În concluzie, retragerea fără luptă din teritoriile cedate Uniunii Sovietice, instigarea antisemită de dinainte de retragere și din timpul ei, insultarea soldaților români pe anumite direcții de retragere, nevoia de a găsi un „țap ispășitor” au constituit cauze pentru trecerea în vara anului 1940 de la amenințări la asasinate. Violențele și crimele de la Dorohoi nu au fost singulare din partea unor grupuri miliare române care se retrăseseră din teritoriile moldovenești cedate. Inițiativa și executarea pogromului de la Dorohoi aparține ofițerilor și soldaților din Regimentul 3 Grăniceri și Regimentul 8 Artilerie. Pogromul a fost premeditat și executat meticulos. Au existat și elemente antisemite care au însoțit și încurajat soldații să săvârșească jafuri, omoruri, dar nu pot fi invocate argumente pentru culpabilizarea întregii populații neevreiești din Dorohoi.
Pe fondul acțiunilor antievreiești săvârșite de subunități militare române în retragere, pogromul de la Dorohoi s-a remarcat prin gravitatea faptelor. Autoritățile locale și centrale au trecut sub tăcere crimele și suferințele îndurate de evreii din Dorohoi.